# Noorpur
Noorpur – miasto w północnych Indiach w stanie Uttar Pradesh, na Nizinie Hindustańskiej.
Populacja miasta w 2001 roku wynosiła 33 580 mieszkańców.
W Noorpurze urodził się Choudhary Charan Singh, indyjski polityk, premier Indii w latach 1979-1980.